# Cenote sagrat de Chichén Itzá
El cenote sagrat és un cenote del tipus obert (a cel obert), que es mostra com una depressió circular plena d'aigua que fa uns 60 m de diàmetre, amb parets verticals que fan 15 m des del nivell l'accés a la superfície de l'aigua. Es troba al nord de la piràmide de Kukulcán i hi està connectat mitjançant una calçada d'uns 300 m de longitud. Com en el cas general dels cenotes, a nivell del mantell freàtic, està connectat amb altres fluxos laminars subterranis, que finalment arriben a l'oceà. Es diu que els Itzáes, fundadors de Chichén Itzá, i més tard els Xiues, que van dominar la regió cap al període postclàssic de la cultura maia, l'utilitzaven per fer sacrificis animals i humans, com a tribut als seus déus. També llançaven ceràmica i joies al fons, en ofrenes i rituals religiosos.

## Elscenotes
Un cenote (del maia ts'ono'ot: caverna amb aigua), és una dolina inundada d'origen càrstic que es troba en algunes cavernes, com a conseqüència d'haver-se ensorrat el sostre d'una o diverses coves. Aquí s'hi ajunten les aigües subterrànies, i s'hi formen estanys més o menys profunds. Hi ha diversos tipus de cenotes: a cel obert, semioberts i subterranis o en gruta. Aquesta classificació està directament relacionada amb l'edat del cenote, i els cenotes madurs, com és el cas del "cenote sagrat", són aquells que es troben completament oberts i els més joves els que encara conserven la seva cúpula o volta intacta, encara no afectada per l'erosió que va gradualment deteriorant la capa calcària que la forma.

## Cenotesa Chichén
En el cas de Chichén Itzá, hi ha dos cenotes importants (és possible que n'hi hagi més, no detectats). El denominat Xtoloc (en llengua maia, la iguana) i el conegut com a cenote sagrat. El primer era per proveir d'aigua a la població i el segon utilitzat només per a fins rituals en el nom de Chaac déu de la pluja per als maies.

## Exploració i dragatge del cenote sagrat
En el cenote sagrat, de 13 m de profunditat i on el fons té una gran quantitat de fang, hi ha al costat sud un ampit que afirmen les tradicions que va ser utilitzat per llançar donzelles ricament abillades i enjoiades. Això, al segle xix, va despertar la cobdícia d'Edward Herbert Thompson qui es va fer nomenar cònsol dels Estats Units a Mérida, va comprar la hisenda Chichén Itzá el 1893 i va instal·lar una draga el 1904 a la vora del cenote. D'aquesta forma, Thompson va extreure del cenote gran quantitat d'objectes, esquelets humans i d'animals, així com joies i peces arqueològiques elaborades en jade i ònix, que va traslladar al seu país per vendre, realitzant aquesta tasca durant 30 anys, fins que va ser denunciat i la hisenda expropiada. La major part de les peces així obtingudes van ser adquirides pel Museu Peabody dels Estats Units. Finalment, després de la intervenció del govern mexicà, el museu va acceptar tornar a Mèxic la meitat del lot el 1970 i altres peces més recentment, el 2008.
Des de llavors, s'han fet dos dragatges addicionals, el primer dels quals per la Societat Mexicana de Geografia i Història, amb magres resultats i el segon, molt més complet i fructífer, per diverses dependències del govern mexicà, encapçalades per l'Institut Nacional d'Antropologia i Història de Mèxic. Els objectes obtinguts mercès a aquestes incursions al cenote sagrat es troben principalment al Museu d'Antropologia i Història de la Ciutat de Mèxic